# Ateizm państwowy
     Kraje, które wcześniej praktykowały ateizm państwowy
     Kraje, które obecnie praktykują ateizm państwowy

Kraje, które wcześniej praktykowały ateizm państwowy
Kraje, które obecnie praktykują ateizm państwowy

Ateizm państwowy – oficjalne promowanie ateizmu przez władze państwowe, często połączone z czynną walką z praktykami religijnymi i samą religią. Ateizm państwowy został wprowadzony w państwach komunistycznych, takich jak ZSRR, Albania, Chińska Republika Ludowa, Korea Północna, Kambodża, Mongolia i Kuba. Władze tych państw postrzegały lub postrzegają ateizm jako nierozerwalną część komunistycznej ideologii materialistycznej. Próby promowania ateizmu i zwalczania religii podejmowano również w czasie rewolucji francuskiej i w rewolucyjnym Meksyku. Konsekwencje ateizmu państwowego przejawiały się czynną i najczęściej brutalną wrogością wobec religii, prześladowaniem instytucji religijnych, przywódców i wyznawców. Długą historię związaną z ateizmem zaprowadzanym przez państwo miał Związek Radziecki (gosateizm, czyli wyraz „ateizm państwowy” po rosyjsku), gdzie nazywano go naukowym ateizmem . Praktyka ta była szczególnie nasilona w okresie stalinizmu. ZSRR narzucał ateizm państwowy w szerokim obszarze swoich wpływów (bloku wschodnim), wliczając w to miejsca takie jak Azja Centralna.
Jedynym państwem, które oficjalnie zakazało praktyk religijnych, była Albania pod rządami Envera Hodży. Państwo promowało ateizm i zwalczało religie także w okresie PRL-u.

## Rewolucja francuska

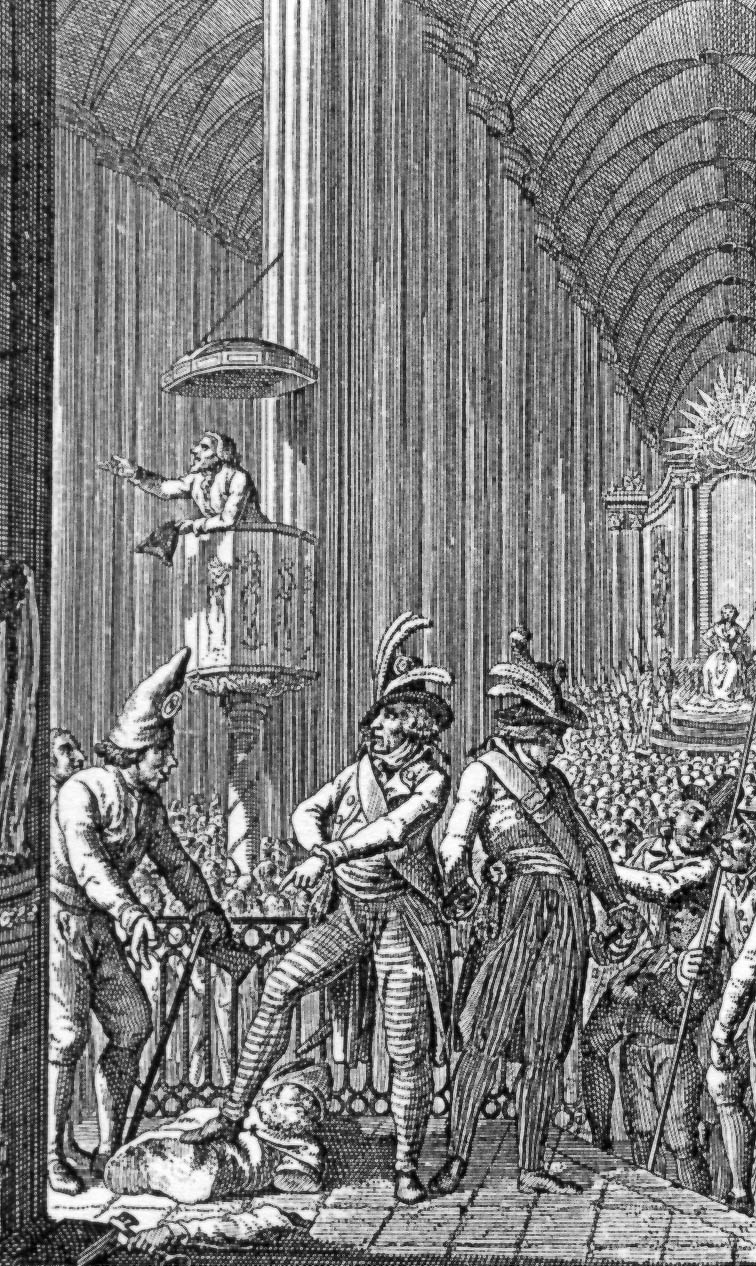
Zwolennicy Kultu Rozumu przejmują katedrę w Strasburgu i przekształcają ją w „Świątynia Rozumu”

W czasie rewolucji francuskiej część jej uczestników uważała, że nowa Francja powinna być państwem ateistycznym. Był to efekt poglądów krytycznych wobec religii, w szczególności chrześcijaństwa. Zdaniem niektórych rewolucjonistów, takich jak Anacharsis Cloots, wiara była reliktem starych czasów i wobec rozwoju nauki przestała być potrzebna. Innym zwolennikiem ateizmu i walki z religią był radykalny działacz rewolucyjny Jacques-René Hébert. Był on jednym z promotorów ateistycznego Kultu Rozumu. W wyniku między innymi jego działalności kult ten został ogłoszony przez rząd republikański oficjalnym wyznaniem państwowym. Później jednak wycofano się z tego i za obowiązujący uznano deistyczny Kult Istoty Najwyższej, czym odżegnano się od ateizmu państwowego. Jednak po upadku Robespierre’a nastąpił powrót do „religii cywilnej”, co według jednego z komisarzy Dyrektoriatu oznaczało, że prawo jest religią cywilną. W 1795 roku Boissy D’Anglas stwierdził, że religia powinna zniknąć, gdyż ogłupia ludzi. Od 1797 roku dechrystianizacja przeprowadzana była administracyjnie. Według profesora Jean de Viguerie w 1799 roku we Francji istniała już tylko „religia świecka”, w której panował kult narodu, prawa, wolności, natury, rozumu i innych abstrakcji, które stały się bożyszczami.
W czasie rewolucji przeprowadzono zakrojoną na szeroką skalę kampanię, której celem była dechrystianizacja. Przejawiała się ona w usuwaniu i niszczeniu obiektów kultu, próbie podporządkowania kleru władzy, zamykaniu kościołów lub zamienianiu ich na Świątynie Rozumu. Działania te doprowadziły do reakcji ze strony katolików i rojalistów, których najbardziej znanym wystąpieniem była rewolta w Wandei. Zdaniem części historyków tłumienie tego buntu przez siły republikańskie było pierwszym ludobójstwem w nowożytnej historii. Są jednak historycy, którzy odrzucają taką interpretację faktów.
Próba przymusowej ateizacji Francji trwała przez całą rewolucję francuską z wyjątkiem krótkiego okresu Kultu Istoty Najwyższej, proces ten jest uważany za ważny ze względu na wpływ jaki miał na późniejszych zwolenników i ideologów ateizmu. Chodzi tu między innymi o Ludwiga Feuerbacha, którego poglądami inspirowali się Marks, Engels i Freud.

## Religia w krajach socjalistycznych
Władze komunistyczne określały lojalność wobec państwa w sposób, który życie religijne mógł ograniczać bądź go zakazywać. Wierni uznawali władze, które były niezależne od władz państwowych, co było naturalnym pretekstem do zakazywania praktyk i tłumienia religii. Reżim mógł np. twierdzić, że żydzi są lojalni wobec Izraela, katolicy – Watykanu, buddyści w Tybecie – wobec Dalajlamy, i do tak postawionej tezy dobierać odpowiednie zarzuty dotyczące podburzania obywateli wobec władzy. Dodatkowo konflikt zaostrzał fakt nierzadkiej sprzeczności zasad wiary z reżimowymi regulacjami prawnymi.

### Komunistyczna Albania
Albania pod rządami Envera Hodży zdeklarowała się jako państwo ateistyczne i była nim w latach 1967–1991. Tendencje reżimu do narzucenia ateizmu przybrały formy ekstremalne, z racji tego że religie identyfikowane były jako import obcej kultury i całkowicie zakazane. Polityka ta była zasadniczo stosowana i obejmowała obszar obecnego państwa albańskiego, prowadząc ku społeczeństwu w którym większość stanowią ludzie nie identyfikujący się z żadną religią.
Reforma rolna z sierpnia 1945 r. znacjonalizowała większość własności należącej do instytucji religijnych, wliczając w to posiadłości monasterów, klasztorów i diecezji. Do maja 1967 r. instytucje religijne zrzekły się wszystkich 2169 kościołów, meczetów i kapliczek. Wiele z nich zamieniono na młodzieżowe domy kultury. Wielu muzułmańskich imamów oraz duchownych obrządku wschodniego wyparło się swojej „pasożytniczej” przeszłości. Uwięziono co najmniej 200 kleryków różnych wyznań, podczas gdy pozostałych zmuszono do szukania pracy w rolnictwie lub przemyśle. Miesięcznik literacki Nëndori, relacjonując jedno z wydarzeń donosił, iż młodzież stworzyła „pierwszy ateistyczny naród na świecie”. Od 1967 r. do końca istnienia komunizmu w Albanii praktyki religijne były zakazane, a kraj oficjalnie proklamował ateizm, czyniąc tym samym precedens w historii. Albańczycy dorastający w tym okresie nigdy nie byli nauczani religii i jako dorośli zostali agnostykami lub ateistami.
Jako nietknięte represjami pozostawiono stare, wiejskie, nieinstytucjonalne praktyki pogańskie, które państwo identyfikowało z kulturą narodową. W rezultacie, obecne państwo albańskie przywróciło do życia niektóre pogańskie święta, takie jak np. księżycowe Święto Wiosny (alb. Dita e Verës), obchodzone 14 marca w mieście Elbasan, będące jednocześnie świętem państwowym.

### Związek Socjalistycznych Republik Radzieckich

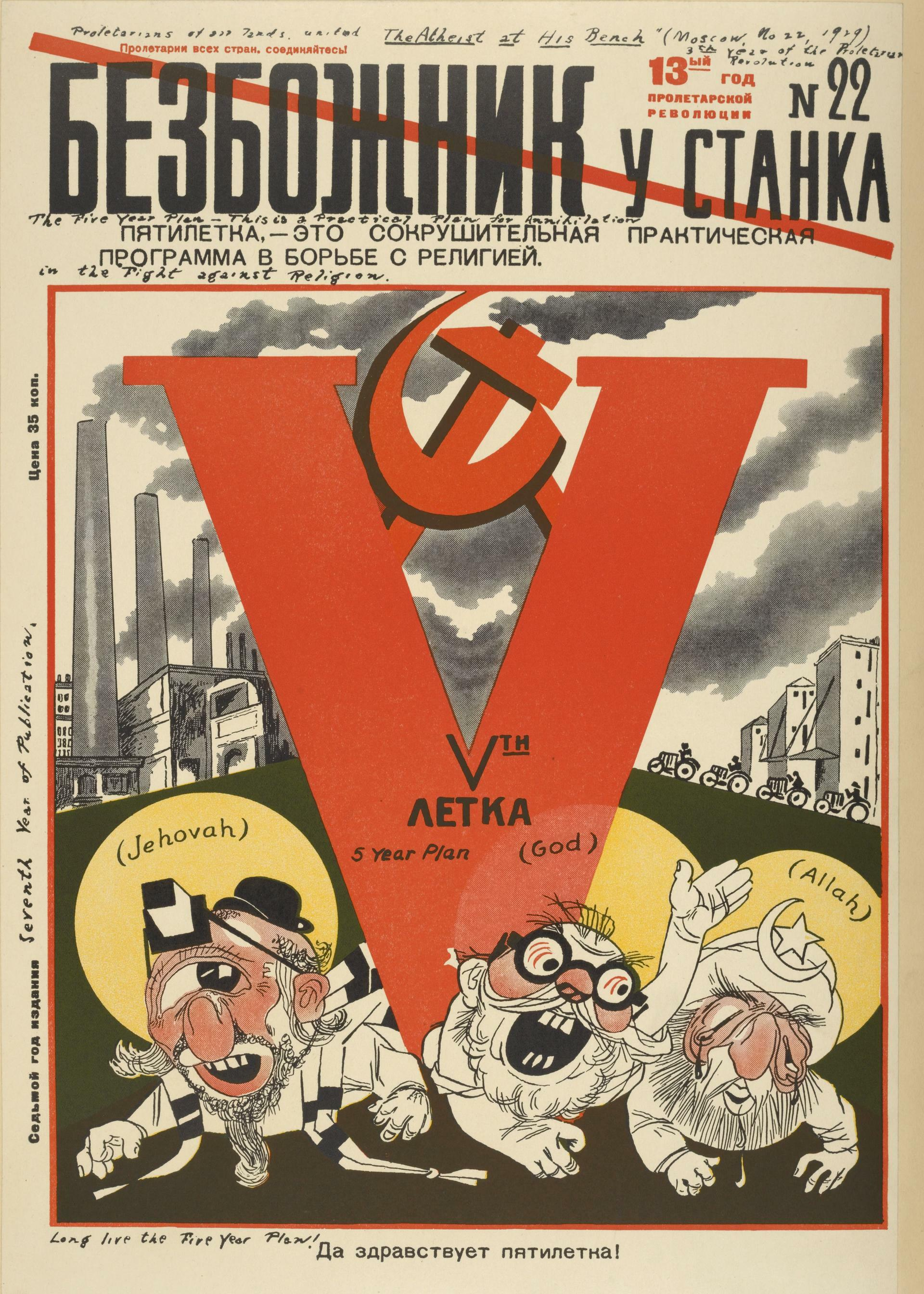
Okładka Bezbożnika przy pracy z 1929 ukazująca trzech bogów islamu, chrześcijaństwa i judaizmu niszczonych przez gospodarczy plan V-letni.

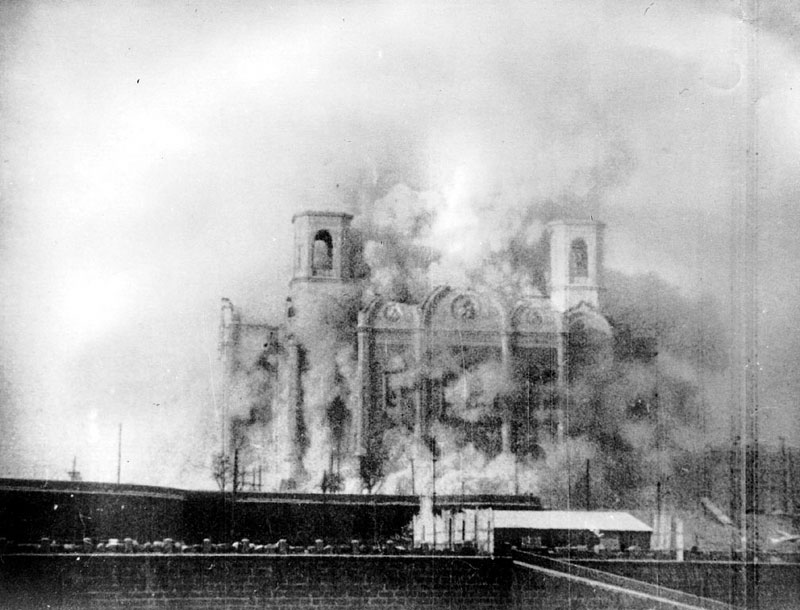
Sobór Chrystusa Zbawiciela w Moskwie podczas wysadzania w 1931 roku

Ateizm państwowy, znany był w ZSRR jako gosateizm i opierał się na ideologii marksizmu-leninizmu. Przez analogię do pojęcia „naukowy komunizm” ukuty został termin „naukowy ateizm” (ros. научный атеизм), który był wykładany jako przedmiot akademicki na uczelniach ZSRR. Teoretyczną podstawą naukowego komunizmu stała się filozofia marksistowsko-leninowska. Włodzimierz Lenin, twórca państwa radzieckiego, twierdził:
 Religia to opium ludu. (...) Współczesny uświadomiony robotnik, wychowany przez wielki przemysł fabryczny, oświecony życiem miejskim, odrzuca z pogardą przesądy religijne, pozostawia niebo klechom i burżuazyjnym bigotom, zdobywając sobie lepsze życie tu, na ziemi. Współczesny proletariat staje po stronie socjalizmu, który wprzęga naukę do walki z religijnym otumanieniem i uwalnia robotnika od wiary w życie pozagrobowe przez to, że jednoczy go do rzeczywistej walki o lepsze życie na ziemi. (...) Całkowity rozdział Kościoła od państwa oto żądanie, jakie stawia socjalistyczny proletariat współczesnemu państwu i współczesnemu Kościołowi.
Marksizm-leninizm konsekwentnie opowiadał się za kontrolą, ograniczaniem i ostateczną eliminacją wierzeń religijnych. W ciągu roku od wybuchu rewolucji państwo znacjonalizowało cały majątek kościelny, wliczając w to także kościoły. W latach 1922–1926 podobny los podzieliło 28 prawosławnych Cerkwi. Komuniści zabili ponad 1200 księży, znacznie większą liczbę postawiono w stan oskarżenia.
W latach 20. i 30. XX w. organizacje takie jak Związek Wojujących Bezbożników (ros. Союз воинствующих безбожников) wyśmiewały religię i prześladowały wierzących. Ateizm był propagowany w szkołach, w środkach masowego przekazu oraz organizacjach komunistycznych, takich jak np. Pionierzy. Choć Lenin wprowadził w ZSRR kalendarz gregoriański, to kolejne starania w kierunku zwiększenia wydajności pracy, wraz z reorganizacją tygodnia i wprowadzeniem sowieckiego kalendarza rewolucyjnego, miały ten efekt uboczny, że „wolne rzadko wypadało w niedzielę”.
Chociaż prześladowano wszystkie religie, to starania reżimu aby wykorzenić je całkowicie różniły się jeżeli chodzi o okresy, a także tym, którego wyznania konkretnie dotyczyły. Polityka taka skutkowała stałym wzrostem wpływów władzy w społeczeństwie. Ponadto prześladowania miały różne natężenie jeśli chodzi o narodowość.
Zamknięto większość seminariów, zakazano publikacji o charakterze religijnym. Rosyjska Cerkiew Prawosławna, która przed I wojną światową miała 54 000 parafii, do 1940 r. zredukowana została do 500.

### Chińska Republika Ludowa
Powstała w 1949 r. Chińska Republika Ludowa od początku swojego istnienia utrzymywała wrogi stosunek do religii. Była ona postrzegana jako symbol feudalizmu i obcego kolonializmu. Miejsca kultu, wliczając w to świątynie, meczety i kościoły zamieniono na obiekty użytku świeckiego.
Władze komunistycznych Chin, opierając się na krytycznych ocenach instytucji religijnych Lenina czy Mao Zedonga, zniechęcały swoich obywateli do religii i praktyk religijnych. Określano je mianem przesądów i zacofania. W okresie rewolucji kulturalnej religia została potępiona jako feudalistyczna, a tysiące obiektów sakralnych zniszczono, ograbiono i zdewastowano.
Wraz z końcem rewolucji kulturalnej, w późnych latach 70. nastawienie to uległo znacznemu złagodzeniu. Konstytucja ChRL z 1978 r. gwarantuje „wolność wyznania” z szeregiem restrykcji. Od początku lat 90. funkcjonuje program masowej odbudowy zniszczonych podczas Rewolucji taoistycznych i buddyjskich świątyń.
Partia Komunistyczna stoi na stanowisku, że wierzenia religijne i członkostwo w partii są kwestiami nie do pogodzenia. Członkostwo partyjne jest konieczne do objęcia wielu wyższych stanowisk i urzędów. Właśnie to, pośród innych oficjalnych nieżyczliwości władzy wobec religii, powoduje że liczba wyznawców jest trudna do rzetelnego oszacowania. Państwo uznaje pięć religii: buddyzm, taoizm, islam, katolicyzm, protestantyzm. Większość Chińczyków deklaruje brak przynależności do jakiejkolwiek z nich, jakkolwiek jednak liczba ludzi zaangażowanych w kultywowanie tradycji ludowych i niereligijnych wierzeń, takich jak tradycje starożytne czy feng shui, liczy się w setkach milionów. Ludzie gromadzą się nieformalnie wokół lokalnych świątyń i nieoficjalnych kościołów w domach.
Według corocznego raportu pt. „Wolność Religijna na Świecie”, opublikowanego przez Departament Stanu Stanów Zjednoczonych w 2007 r., oraz innych amerykańskich dokumentów rządowych, w Chinach było:
- 8% buddystów. Inne źródła mówią nawet o 50%,
- nieznana procentowo liczba taoistów; inne źródła – ponad 30%.
- co najmniej 2% chrześcijan wyznania protestanckiego,
- 1,5% katolików; sondaż z 2008 r. mówi o 4% chrześcijan ogółem,
- 1,5% muzułmanów wraz z ponad 45 tys. imamów. Inne źródła szacują, że jest ich więcej niż 2%.

Statystyki te mogą być jednak mylące ze względu na obecność w nich buddyzmu i taoizmu. Tradycyjne chińskie systemy wierzeń są bowiem mieszanką konfucjanizmu, buddyzmu oraz taoizmu, a osoby z nimi się utożsamiające niekoniecznie określają siebie mianem buddysty czy taoisty, pomimo iż uczęszczają nawet do miejsc kultu tych religii.

### Kambodża pod rządami Czerwonych Khmerów
Pol Pot zakazał buddystom praktyk religijnych: mnisi nie mogli ubierać się w tradycyjne stroje; miejsca kultu oraz artefakty, wliczając w to statuy Buddy, niszczono. Ludzi modlących się lub w inny sposób okazujących swoją religijność często zabijano. Przeprowadzono egzekucje 25 tys. spośród 65 tys. mnichów buddyjskich, a po całym okresie rządu Czerwonych Khmerów niecałe 1000 mnichów pozostało przy życiu i zdecydowało się powrócić do świątyń. W podobny sposób Czerwoni Khmerzy prześladowali wspólnoty chrześcijańskie oraz muzułmańskie. Rzymskokatolicka katedra w Phnom Penh została zrównana z ziemią. Muzułmanów zmuszano do jedzenia wieprzowiny, co jest sprzeczne z zasadami tej religii. Wielu, z tych którzy odmówili zabito. Duchownych muzułmańskich także wymordowano. W latach 1975–1979 ryzyko śmierci wynosiło dla statystycznego muzułmanina 13,3%, dla buddysty 9,5%, chrześcijanina 5,5%, a dla przedstawicieli innych religii 6,7%. Z 700 tys. Czamów, w większości wyznawców islamu, po 1979 pozostało 200 tys. Spośród 61 tys. chrześcijan, w 95% Wietnamczyków, po 1979 pozostało mniej niż 10 tys. wyznawców.

## III Rzesza – Kraj Warty
Ponieważ konkordat obowiązujący na terenie III Rzeszy nie dotyczył terenów podbitych, naziści próbowali zamienić Kraj Warty w ateistyczny region. Akcji towarzyszyła intensywna germanizacja, po wkroczeniu wojsk niemieckich pierwszymi aresztowanymi byli duchowni katoliccy uczestniczący w powstaniu wielkopolskim. Zamykano kościoły, zabraniano odprawiać nabożeństwa i śpiewać religijne pieśni. Grabiono kościoły, przetapiano monstrancje oraz kielichy, niszczono symbole religijne, a z szat liturgicznych szyto teatralne kostiumy. Zniszczenia były tak poważne, że nie było słychać dzwonów, gdyż wszystkie zostały wywiezione, nie oszczędzano także seminaryjnych bibliotek. Chrzty odbywały się w domu, komunie do chorego ksiądz musiał zanosić w cywilnym ubraniu, Niemcy nie mogli chodzić do polskich kościołów i na odwrót.
W diecezji poznańskiej zginęło 31% księży, we wrocławskiej 49,2%, a w łódzkiej 36,8%. 1773 księży wywieziono do obozu koncentracyjnego w Dachau, gdzie 863 zginęło śmiercią męczeńską. Księżom odbierano przedmioty kultu religijnego i zakazano odprawiać msze. Za poruszanie ustami podczas pracy, co dla nazistów oznaczało modlitwę, często katowano na śmierć.